# カンバードス

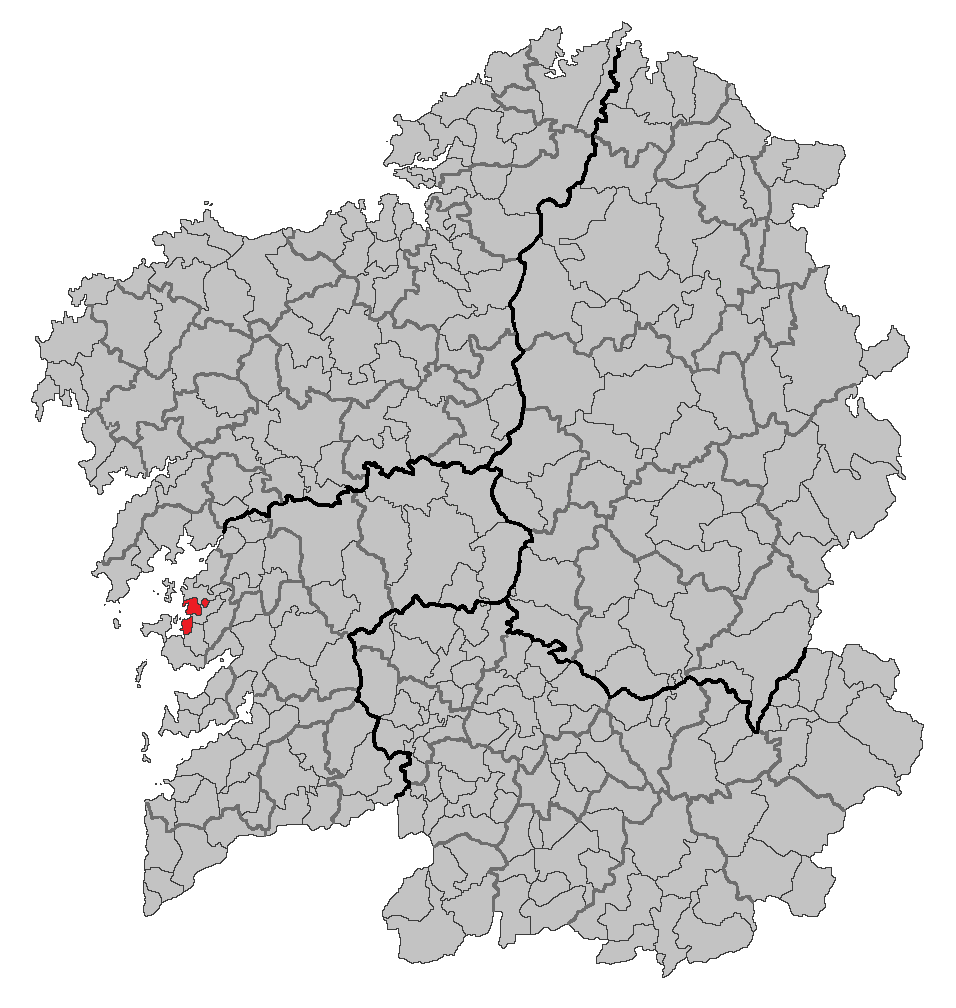
ガリシア州内の位置

カンバードス（Cambados）、スペイン、ガリシア州、ポンテベドラ県の自治体、コマルカ・ド・サルネスに属する。ガリシア統計局によると、2012年の人口は13,898人（2011年：13,946人、2010年：13,872人、2009年：13,708人、2008年：13,620人、2004年：13,564人）。
ガリシア語話者の自治体住民に占める割合は57.87%（2011年）。

## 地理
カンバードスはポンテベドラ県の北西部に位置し、コマルカ・ド・サルネスに属する。北はビラノーバ・デ・アロウサと、東はリバドゥミアと、南はメアーニョの各自治体と接しており、西はリア・デ・アロウサ（大西洋）に面している。自治体中心地区はカンバードス教区のカンバードス地区。
カンバードスはカンバードス司法管轄区に属し、同管轄区の中心自治体である。

### 人口
住民は5の教区の56の地区（集落）に居住する。
| カンバードスの人口推移 1900－2010                       |
|                                                         |
| 出典:INE（スペイン国立統計局）1900年 - 1991年、1996年 - |

## 政治
自治体首長はガリシア国民党（PPdeG）のルイス・アラグンデ・アラグンデ（Luís Aragunde Aragunde）、自治体評議員は、ガリシア国民党：11、ガリシア民族主義ブロック（BNG）：3、ガリシア社会主義者党（PSdeG-PSOE）：3となっている（2011年5月22日の自治体選挙結果、得票順）。
| 1999年6月13日自治体選挙 |        |        |          |
| 政党                    | 得票数 | 得票率 | 獲得議席 |
| PPdeG                   | 4,762  | 59.40% | 10       |
| BNG                     | 2,281  | 28.45% | 5        |
| PSdeG                   | 884    | 11.03% | 2        |

| 2003年5月25日自治体選挙 |        |        |          |
| 政党                    | 得票数 | 得票率 | 獲得議席 |
| PPdeG                   | 4,388  | 49.83% | 9        |
| BNG                     | 2,199  | 24.97% | 4        |
| PSdeG                   | 1,622  | 18.42% | 3        |
| IPC                     | 524    | 5.95%  | 1        |

| 2007年5月27日自治体選挙 |        |        |          |
| 政党                    | 得票数 | 得票率 | 獲得議席 |
| PPdeG                   | 4,298  | 48.01% | 9        |
| PSdeG                   | 2,493  | 27.85% | 5        |
| BNG                     | 1,774  | 19.81% | 3        |
| PG                      | 298    | 3.33%  | 0        |

| 2011年5月22日自治体選挙 |        |        |          |
| 政党                    | 得票数 | 得票率 | 獲得議席 |
| PPdeG                   | 5,208  | 61.66% | 11       |
| BNG                     | 1,742  | 20.62% | 3        |
| PSdeG                   | 1,385  | 16.40% | 3        |

## 史跡・名所
- サン・サドゥルニーニョの塔（Torre de San Sadurniño） - フィゲイラ島にある、10世紀建造の塔。ヴァイキングの襲撃からの防衛のために建造された。

## ガストロノミー
- フェスタ・デ・アルバリーニョ（Festa do albariño） - アルバリーニョとして一般には親しまれている、原産地呼称リアス・バイシャスのアルバリーニョ種の白ワインの祭り。毎年8月第一日曜に開かれる。この種の祭りとしては全スペインで知られており、毎年スペイン各地から、およそ15万人もの観光客が訪れる。
- フェスタ・デ・ビエイラ - ホタテ貝祭り。9月に行われる。

## 教区
カンバードスは5つの教区に分けられている。太字は自治体中心地区のある教区。
- カンバードス（サンタ・マリーニャ）
- カストレーロ（サンタ・クルス）
- コルビジョン（サン・アメディオ）
- オウビーニャ（サン・ビセンソ）
- ビラリーニョ（サント・アドリアン）

## 出身著名人
- ラモン・カバニージャス（Ramón Cabanillas、1876年 - 1959年） - 作家、詩人。
- フランシスコ・アソレイ（Francisco Asorey、1889年 - 1961年） - 彫刻家。